# Romrod
Romrod település Németországban, Hessen tartományban. Lakosainak száma 2690 fő (2023. december 31.).

## Népesség
A település népességének változása:
| Lakosok száma | 2690 | 2673 | 2669 | 2710 | 2690 |
|               | 2017 | 2019 | 2021 | 2022 | 2023 |